# Environnement en Italie
L'environnement en Italie est l'environnement (ensemble des éléments - biotiques ou abiotiques - qui entourent un individu ou une espèce et dont certains contribuent directement à subvenir à ses besoins) du pays Italie.
Le nord de l'Italie figure depuis des décennies parmi les régions les plus polluées d'Europe. Mais le pays est également l'un des plus riches en biodiversité du monde. L'agriculture est développée (céréales, viticulture, élevage...).
L'Italie est exposée à de multiples aléas naturels : séismes, avec un tiers des Italiens vivant dans des zones à fort risque sismique ; mais aussi inondations, glissements de terrain, sécheresses, canicules, tempêtes et incendies, dont le risque est augmenté par le dérèglement climatique.

## La biodiversité en Italie

### Milieux, faune et flore

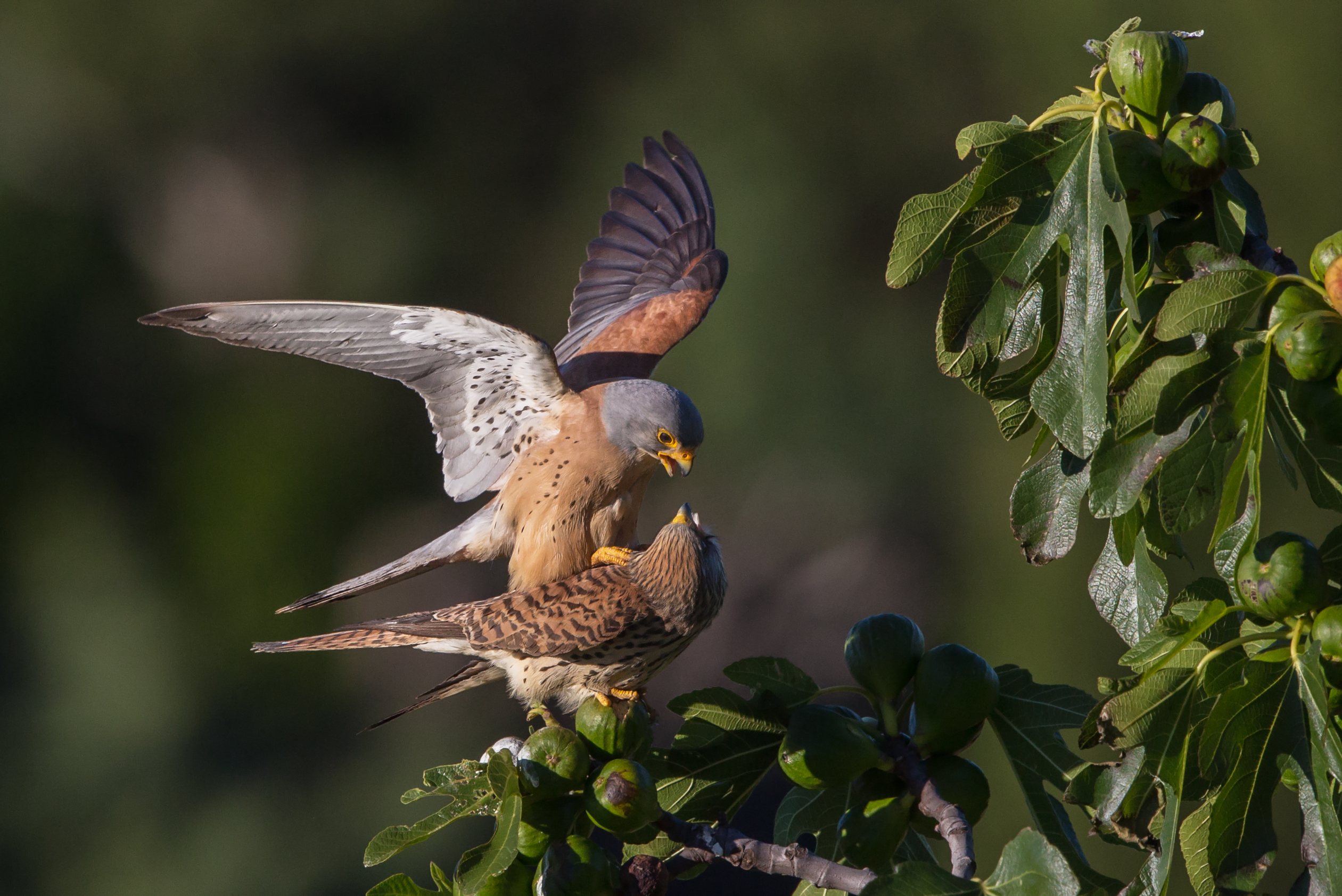
Faucons crécerellettes, présents par milliers à Matera.

L'Italie est un pays au relief varié : le centre de la péninsule et le nord du pays sont occupés par des chaînes de montagnes, les Apennins et la face interne de l'arc alpin ; au nord se trouve également la plaine du Pô. La façade littorale est très importante. L'Italie est ouverte sur la mer Adriatique à l'est, la mer Tyrrhénienne à l'ouest, la mer Ionienne au Sud et la mer Ligure au nord-ouest ; elle englobe de nombreuses îles dont les principales sont la Sicile et la Sardaigne. Le climat est méditerranéen, avec des nuances (climat subtropical humide à climat montagnard).
La plaine du Pô, presque entièrement cultivée ou urbanisée, n'a plus que des bandes étroites de forêts riveraines et zones humides. La biodiversité est mieux préservée dans les forêts des Apennins et les Alpes. 
Les ours et les loups sont présents sur le territoire, par exemple au niveau du parc national des Abruzzes.

### Zones protégées

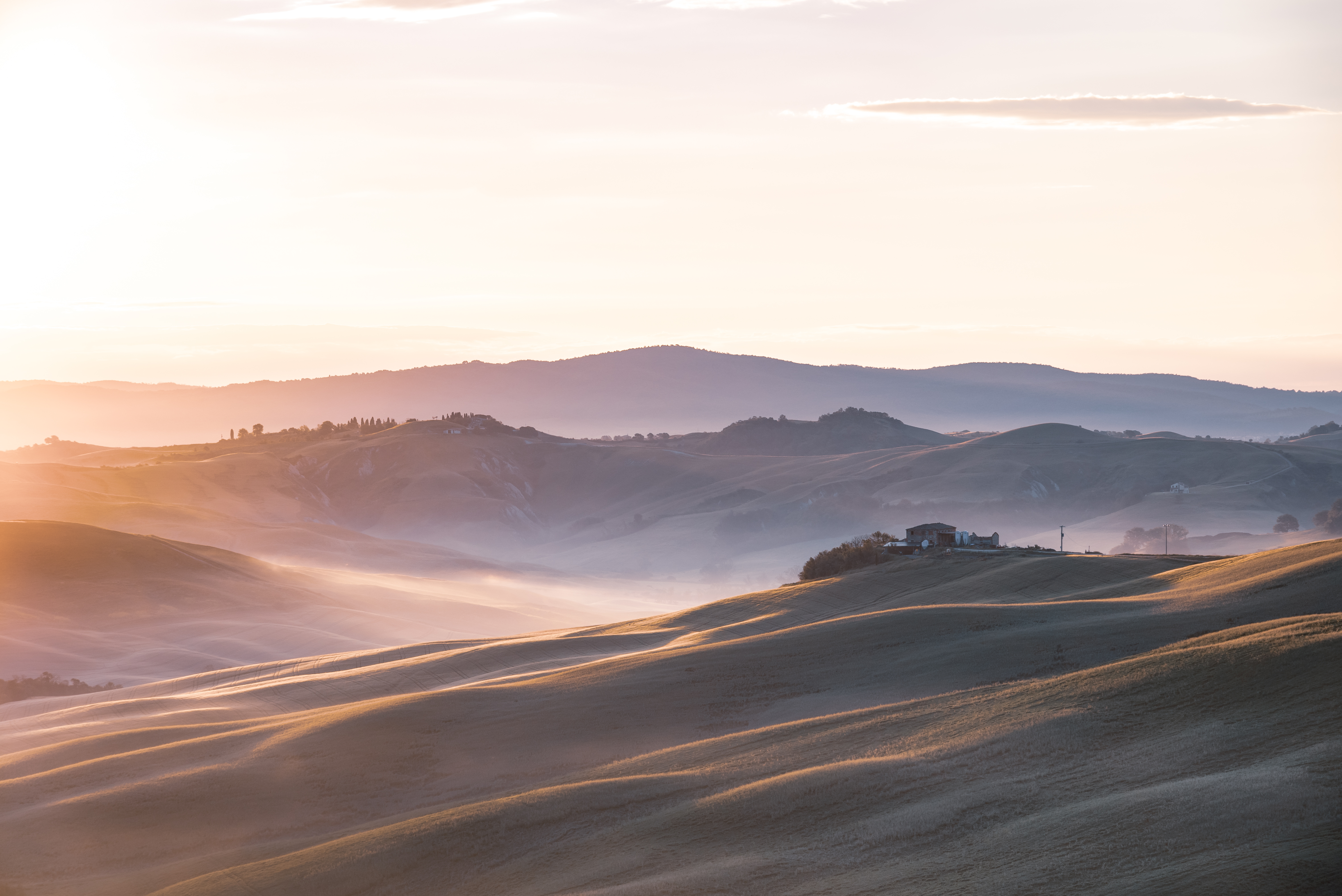
Lever de Soleil dans la riserva naturale Crete dell'Orcia, vers Radicofani et Pienza, en Toscanne. Juin 2019.

Le parc national du Grand-Paradis et celui du Gran Sasso, créés en 1922 et 1923, comptent parmi les plus grands espaces protégés en Europe ; ils sont complétés par de nombreux espaces protégés régionaux de statuts variés. L'Italie compte plusieurs parcs nationaux dont le plus grand est le Pollino. Le Sud compte davantage d’espaces protégés que le Nord.

### Réseau européen Natura 2000
Le réseau Natura 2000 rassemble des sites naturels ou semi-naturels de l'Union européenne ayant une grande valeur patrimoniale, par la faune et la flore exceptionnelles qu'ils contiennent.
En décembre 2018, l'Italie comptait 2 613 sites dont :
- 613 zones de protection spéciale (ZPS) pour les oiseaux sur une superficie de 44 132 km2 ;
- 2335 zones spéciales de conservation (ZSC) (dont les pSIC, SIC) pour les habitats et les espèces sur une superficie de 48 699 km2.

La superficie totale est de 64 124 km2, ce qui représente 19 % de la surface terrestre et marine du territoire de l'Italie.

#### Cartographie des sites Natura 2000 de l'Italie
- [image] Carte des sites Natura 2000 (SIC, ZSC + ZPS) de l'Italie, décembre 2017 (haute définition), Source

## Impacts sur les milieux naturels

### Activités humaines

#### Agriculture
La plaine du Pô est une riche zone agricole. Les autres plaines sont situées sur le littoral. Longtemps marécageuses, elles ont été drainées et amendées pour permettre le développement de l'agriculture et du tourisme.
Les principales productions agricoles du pays sont le maïs, avec 10,6 millions de tonnes ; la viticulture, avec 9,3 millions de tonnes (premier producteur de vin au monde en 2015) ; et le riz (premier producteur européen). 
Le cheptel italien comprend 6 millions de bovins, 8,6 millions de porcs, 6,8 millions de moutons et de 0,9 million de chèvres. Sur les hauteurs des Abruzzes, le pastoralisme est toujours bien présent, et cohabitent avec les grand mammifères sauvages. Les troupeaux sont protégés des ours et loups par l'importance du nombre de chiens de berger, et par des enclos entourés de fils électriques la nuit.

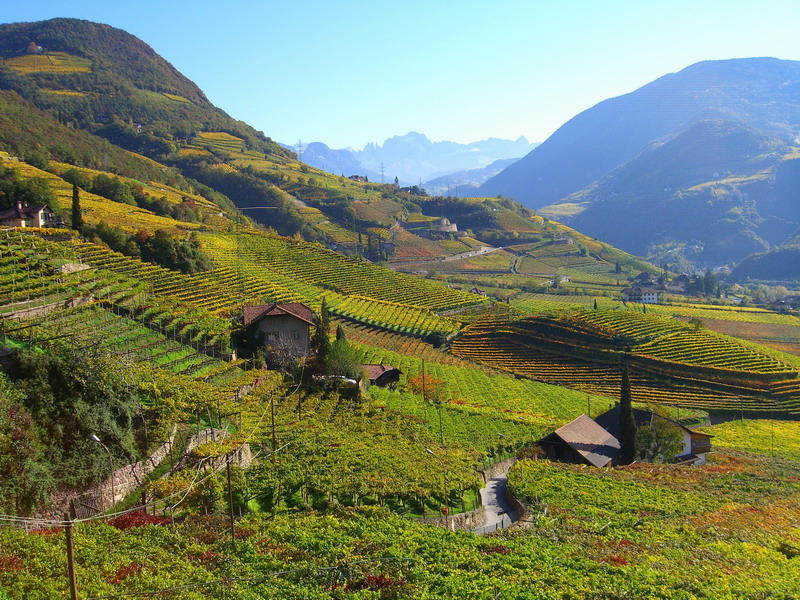
Paysage viticole du Tyrol du Sud
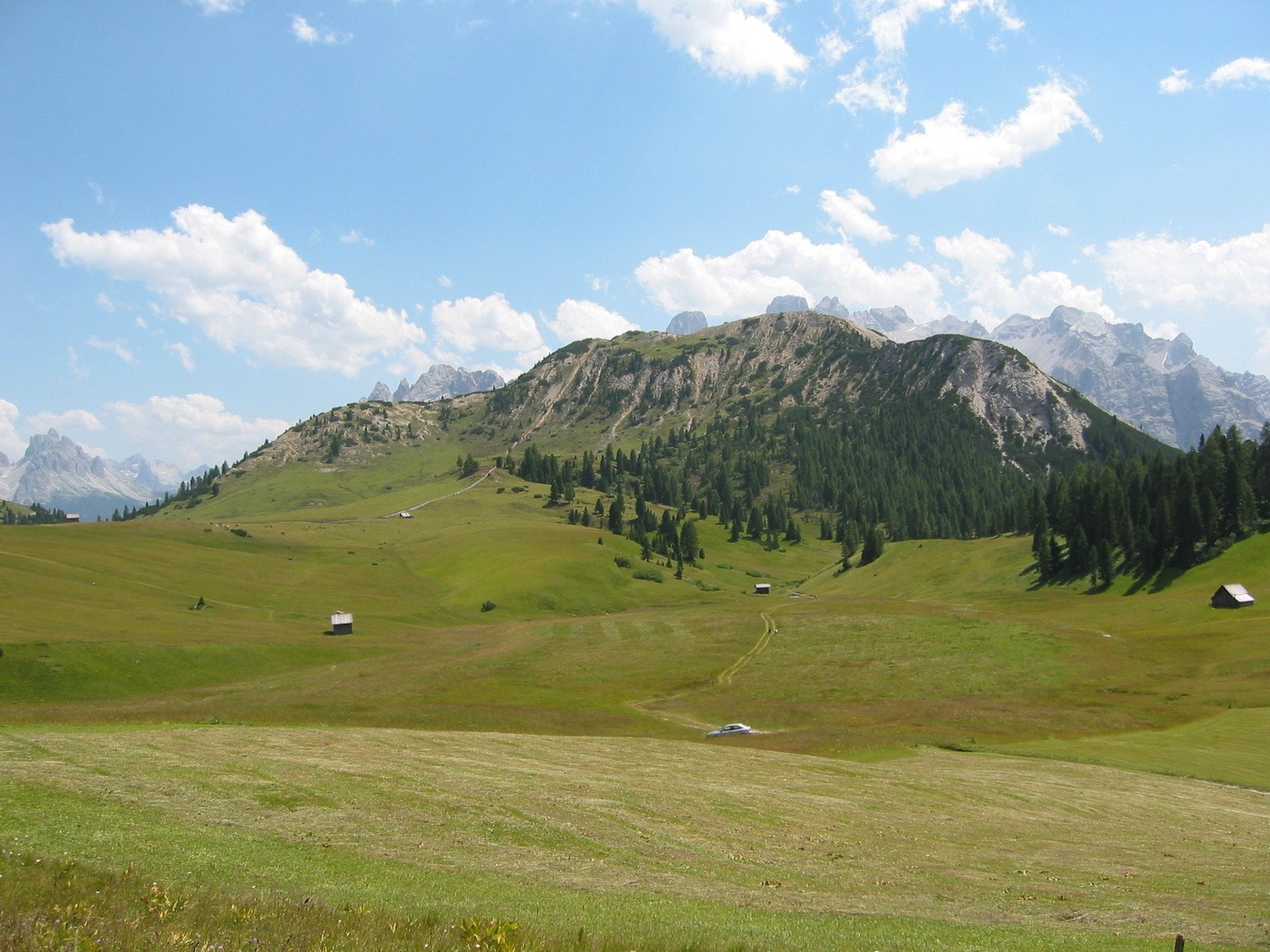
Pâture montagneuse
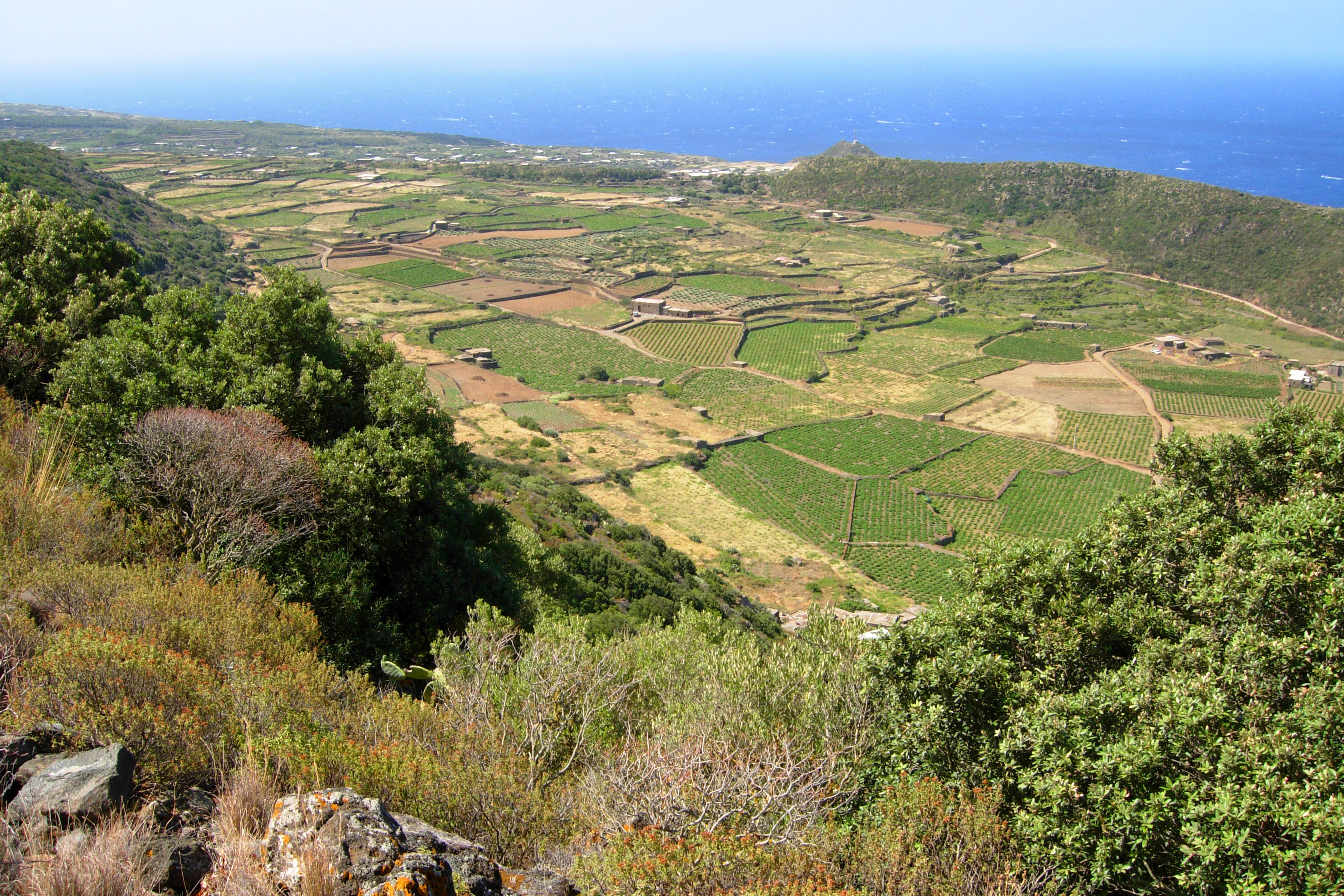
Piana di Ghirlanda
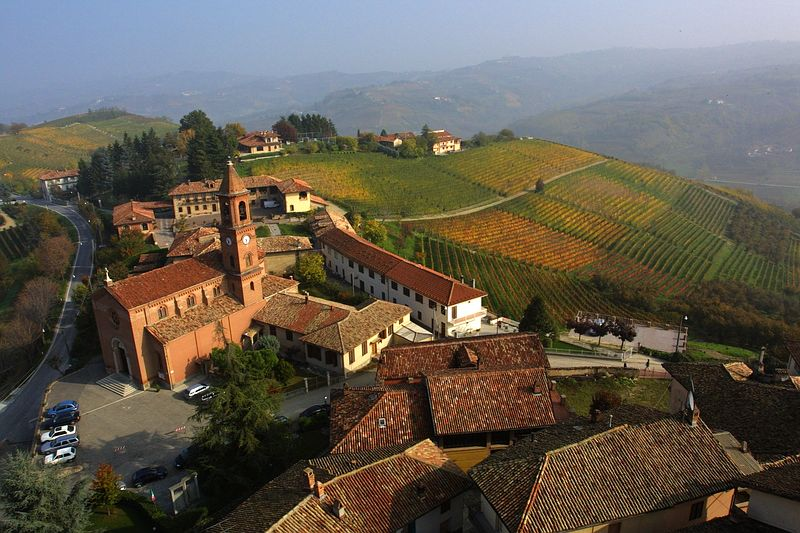
Serralunga d'Alba, dans le Piémont
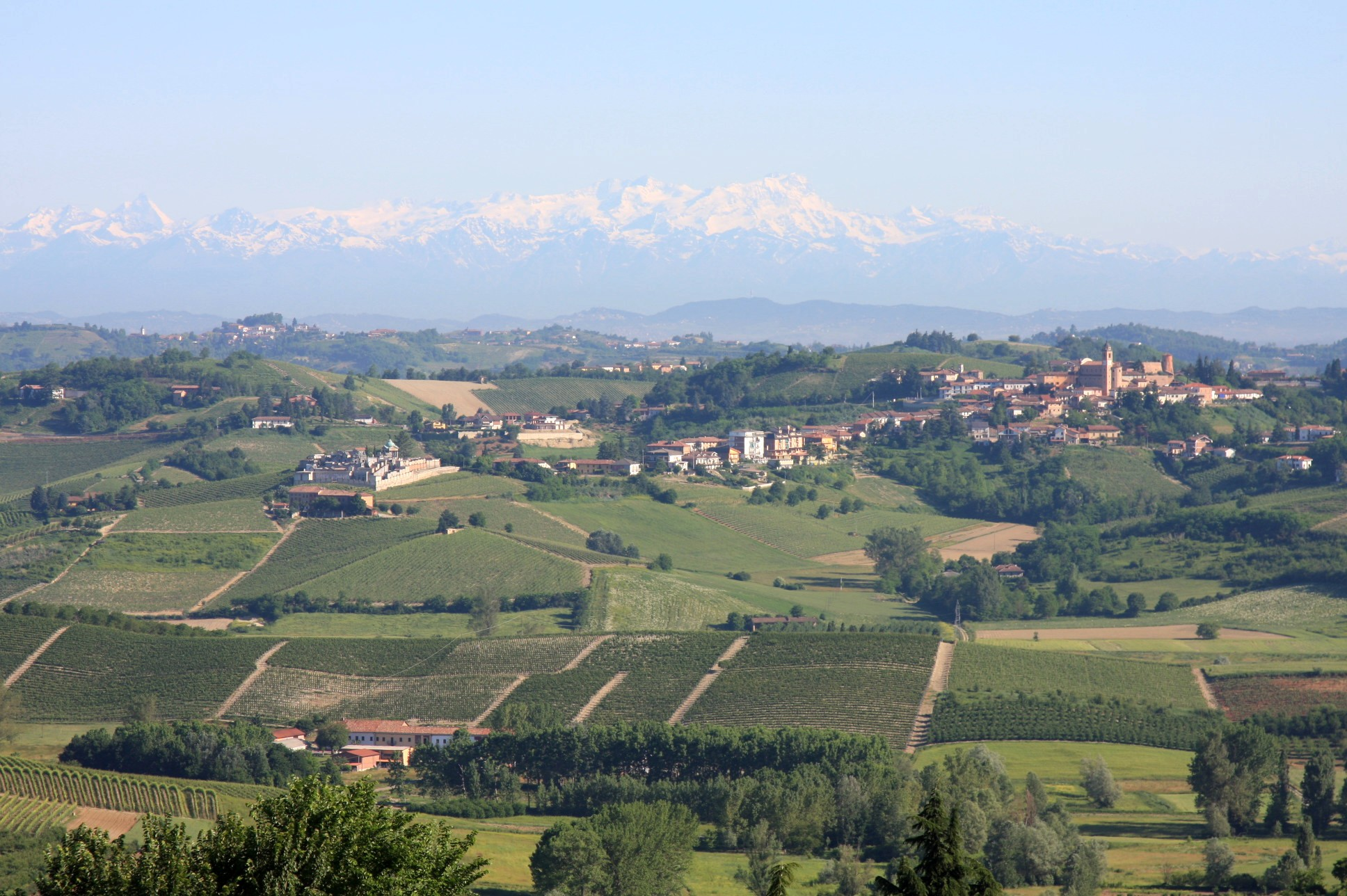
Paysage viticole du Piémont
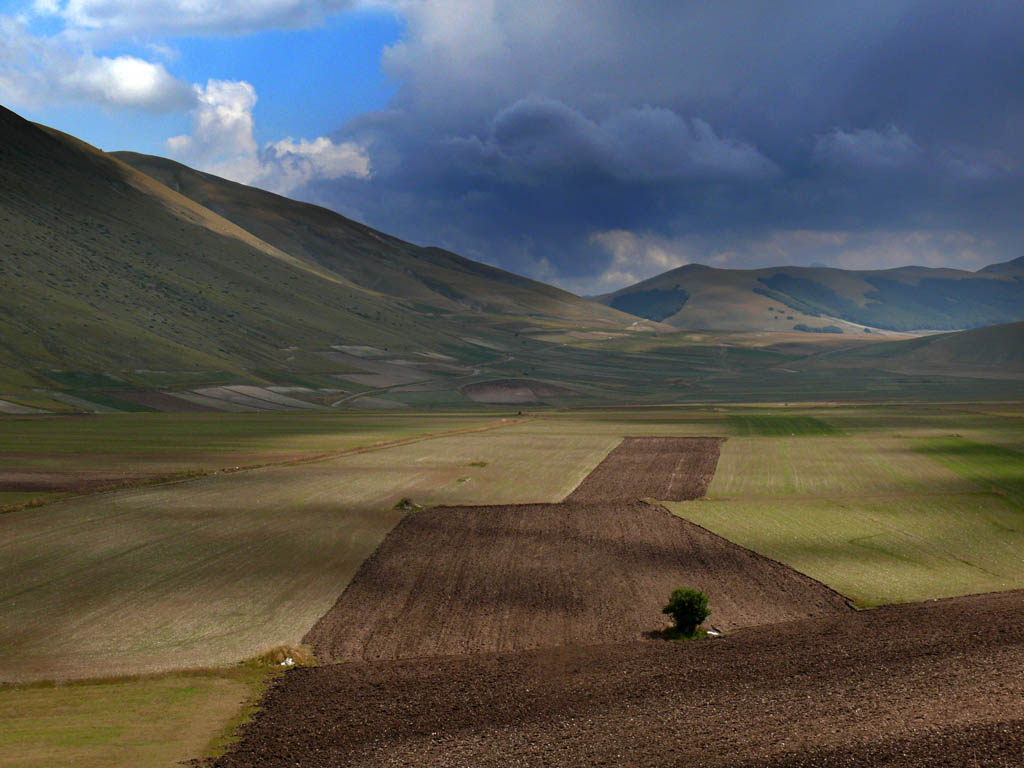
Piano Castellucio

#### Chasse et braconnage
En Méditerranée, les oiseaux chanteurs sont chassés, piégés, tués et mangés. La survie des passereaux dépend en partie de la suppression de la chasse illégale. Des gardes forestiers sont membres d’une unité spéciale de la police destinée à la lutte antibraconnage. L'Italie, voie de passage importante des oiseaux migrateurs, est le pays européen où le braconnage est le plus massif avec 6 millions d'oiseaux abattus chaque année ; les sanctions légales sont peu dissuasives.

#### Transports
Pour faciliter les liaisons nationales et internationales, les autorités ont fait de nombreux aménagements. 8 000 km d’autoroute ont été construits. L'équipement des cols et le percement de grands tunnels comme celui du Mont-Blanc, celui du Saint-Gothard et les tunnels routier et ferroviaire du Fréjus ainsi que ceux en construction du Mont-d'Ambin et du Brenner, relient l'Italie au reste de l'Europe.
La pratique du vélo est très répandue.

### Mobilisation des ressources naturelles

#### Pression sur les ressources non renouvelables
Le méthane présent dans le sous-sol de la plaine du Pô est la seule source d'énergie fossile présente en Italie.

#### Ressource en eau
Le pays réutilise environ 10 % de ses eaux usées en 2022.
Début 2024, le pays connait un déficit de pluies entrainant une sécheresse. Le manque de précipitations aggrave une situation déjà difficile, après les vagues de chaleur de 2023 qui ont fait baisser le niveau des réserves et qui ont augmenté la consommation d'eau.
La vétusté des canalisations en Italie est responsable d’un gaspillage d’eau permanent : plus de 40 % de l’eau qui coule dans les installations se perd en route. Le taux de perte atteint même les 70 % dans la province de Chieti. Parmi les régions les plus touchées figurent également la Sicile ou encore la Basilicate. Cette situation est surtout due à l'ancienneté du réseau de canalisation, dont 60 % à plus de trente ans et 25 % à plus de cinquante ans.

### Pollutions

#### Les émissions de gaz à effet de serre (GES)
En 2012, les émissions de gaz à effet de serre (GES) étaient de 431.77 MTCO2, soit 0,94 % des émissions mondiales.

#### La pollution de l'air
Plus de 15 des 30 villes européennes dont l’air est le plus pollué se trouvent en Italie. Cette pollution concerne surtout le nord de l'Italie (plaine du Pô). Le problème de la Lombardie est en partie géographique, la région étant située dans un bassin entre des montagnes, donc mal ventilée. Néanmoins, les ONG réclament des actions, alors qu'en février 2024, le smog étouffe Milan.
Par contre, l'émissions de certains polluants (NOx, SOx, etc.) a baissé de 1990 à 2010. Les émissions baissent aussi en 2020 lors de la période de confinement de la population liée à la pandémie de coronavirus.
La pollution de l'air est à l'origine de 60 000 décès par an en Italie selon les chiffres communiqués en 2016 par l'Agence européenne de l'environnement.

#### La pollution de l'eau
Les infrastructures liées à l’eau sont vieillissantes.
De nombreuses nappes phréatiques sont polluées et surexploitées.
Dans la partie Sud de l'Italie, les cours d’eau sont davantage pollués par le phosphore et les nitrates.

#### La gestion des déchets
En 2013, l'OCDE indique que la production de déchets municipaux a augmenté plus vite que le PIB. Par contre, depuis 2002, la valorisation des matières et le volume de déchets municipaux traités augmente. Environ 15 000 décharges, dont beaucoup de décharges sauvages, contribuent à la pollution des sols.
L'Italie est le troisième pays consommateur d'eau en bouteille au monde en 2015, après le Mexique et la Thaïlande, ce qui génère une quantité importante de déchets.

### Impacts de l'urbanisation

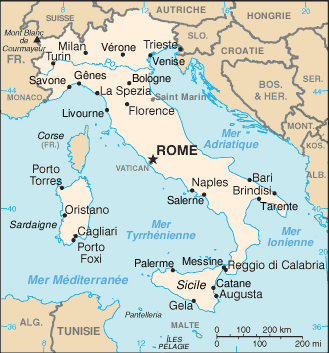
Carte de l'Italie.

Une présence humaine antique, et le fractionnement politique qui a longtemps caractérisé l’histoire italienne a permis le développement d’un réseau dense et équilibré de villes. Avec une densité approchant les 200 habitants au km² en 2010, l'Italie affiche un taux d'urbanisation inférieur à celui de la France (69 % pour l'une, 77 % pour l'autre, avec toutefois des définitions statistiques sensiblement différentes), mais l'armature urbaine y est à la fois plus robuste et plus complète.
La hiérarchie urbaine a été fixée pour l’essentiel pendant la Renaissance. Rome compte, en 2010, 2,7 millions d'habitants, Milan, 1,3 million. On trouve ensuite sept villes majeures aux fonctions diversifiées, anciennes capitales de royaume (Naples, Turin, Palerme) ou héritières des cités marchandes médiévales (Gènes, Bologne, Florence, Venise).

## L'exposition aux risques

### Risques naturels
L'Italie est exposée à de multiples aléas naturels : séismes, inondations, tempêtes, incendies, glissements de terrain, sécheresses et canicules...
Un tiers des Italiens vivent dans des zones à fort risque sismique.
Le Vésuve et la région volcanique des champs Phlégréens, actuellement en sommeil, demeurent un risque d'éruption volcanique pouvant concerner l'agglomération de Naples.
Le dérèglement climatique accentue le risque de sécheresse. En 2024, Dans toute l'Italie, des régions souffrent de sécheresse ou d'un fort déficit de précipitations, notamment sur les montagnes, en particulier dans les Alpes. Par ailleurs, dans le Piémont, la sécheresse affecte le vignoble.

### Risques technologiques
L'écroulement d'un versant de la montagne du Barrage du Vajont à la suite du remplissage de celui-ci a provoqué la mort de 1 900 personnes le 9 octobre 1963.

### Criminalité environnementale
La criminalité environnementale représente un chiffre d’affaires de près de 17 milliards d’euros selon l’édition 2013 de Ecomafia.
En 2017, Rome connaît sa pire sécheresse depuis deux cents ans. L'Italie connait cette année-là des records de chaleur, jusqu'à 50 °C en Sardaigne.

## Politique environnementale en Italie

### Traités internationaux
L'Italie a signé le protocole de Kyoto.
Dans le cadre de la COP 21, l'Italie s'est engagé à réduire ses émissions de gaz à effet de serre de 40 % d'ici à 2030 par rapport au niveau de 1990, conformément à l'engagement de l'Union européenne.

### Énergie
Les pouvoirs publics ont augmenté les taxes sur les carburants.
Les chaînes de montagnes sont un réservoir d'eau très important et donc un grand fournisseur d'énergie hydroélectrique.

### Politiques locales
- Un immeuble-forêt a été construit à Milan puis un autre à Turin (près de 150 arbres)[18].

### Évaluation environnementale globale
En 2015, l'organisation Global Footprint Network (GFN) indique que l'Italie est un des pays ayant le plus grand déficit écologique. La biocapacité s'élève à environ 1,08 hag (hectare global par habitant), l'empreinte écologique à 4,15 hag. C'est notamment le bilan carbone qui est plus de six fois supérieur à la capacité forestière.
Le jour du dépassement (date de l’année, calculée par l'ONG américaine Global Footprint Network, à partir de laquelle l’humanité est supposée avoir consommé l’ensemble des ressources que la planète est capable de régénérer en un an) du pays est le 15 mai pour l'année 2019. L'Italie est l'un des pays dont la consommation dépasse le plus les capacités de la planète.